# Sajin Komamura
 Sajin Komamura (狛村左陣, Komamura Sajin?) es un personaje de la serie manga/anime Bleach. Es el capitán de la 7ª División y su teniente es Tetsuzaemon Iba.

## Perfil
Komamura es uno de los personajes más grandes de Bleach, siendo superado únicamente por los guardianes de las puertas del Seireitei. Su característica más sobresaliente, sin embargo, es el hecho de que es un canino (zorro, perro o lobo) antropomórfico. Inicialmente estaba muy avergonzado de su apariencia, por lo que usaba diversas máscaras y cascos con apariencia de cubo para ocultarla, pero después de haber sido destruido por Zaraki Kenpachi, ya no lo usa. 
Siente un gran respeto por el Comandante Shigekuni Yamamoto-Genryūsai, que lo trató con respeto independientemente de su aspecto, ese respeto le ha llevado a seguir el camino del anciano shinigami, en el que la justicia y la ley están por encima de todo. Ha afirmado que seguiría el camino de Yamamoto hasta el final.
También ha trabado una intensa amistad con Kaname Tōsen basada en la confianza y comprensión mutua, ambos entablaron amistad muchos años antes de ser shinigamis. Ambos tenían una característica que los hacía diferentes (Tōsen es ciego y Komamura parece un canino).
El Capitán es una persona extremadamente leal y que se preocupa por su allegados. Komamura es un ser agresivo con sus enemigos no obstante, con los que no tiene ninguna piedad, aunque en compañía de otros capitanes, en especial del Comandante suele ser tranquilo.

## Historia

### Pasado
Sajin Komamura era despreciado en el Rukongai por su aspecto animal, tanto que ocultaba su cara continuamente con máscaras y cascos, allí entabló amistad con el ciego Tōsen Kaname y con el Comandante Yamamoto, que lo instó a usar su fuerza para buenos propósitos sin importarle su aspecto. Al entrar en el Gotei 13 conoció también a Sōsuke Aizen que por aquel entonces era Subcapitán de la Quinta División.

### Sociedad de Almas
Su aparición en la historia principal se remite a ser meramente presencial en las reuniones de Capitanes que se producen tras la intrusión en la Sociedad de Almas de los ryoka que tratan de salvar a la condenada a muerte Rukia Kuchiki, el día que la ejecución es adelantada su Teniente, Tetsuzaemon Iba le da tiempo antes de buscarle para dejarle reflexionar acerca de la conveniencia de la ejecución, sin embargo Komamura se muestra resuelto a cumplir la ley y a seguir al Comandante Yamamoto sin vacilar. Junto a Tousen y su Subcapitán Shūhei Hisagi se encaminan hacia la Doble Hoja.
No obstante antes de llegar a su destino detectan al grupo del Capitán de la Undécima División Kenpachi Zaraki que tras ser derrotado por el ryoka Ichigo Kurosaki ha decidido ayudarle a él y a su grupo, llevando consigo a casi todo el grupo de intrusos junto a varios miembros de su propia división. Kenpachi se enfrenta a los dos Capitanes a la vez mientras Ikkaku Madarame se enfrenta a Iba y Yumichika Ayasegawa a Shūhei Hisagi.
Kenpachi supera fácilmente las liberaciones iniciales de ambos Capitanes al mismo tiempo y les pide un bankai. Komamura no se muestra dispuesto a concederle ese capricho pero Tōsen sí ya que considera a Zaraki un estorbo para la paz y libera su bankai llamado Suzumushitsuikishi Ennma Kōrogi. La batalla aunque en principio parecía del lado de Kaname acaba en derrota total para el ciego shinigami y Komamura tiene que salvarlo de la muerte, viéndose su casco roto. Zaraki no se muestra sorprendido por esto y quiere entrar en combate, Komamura decide entonces luchar a muerte con el extraño shinigami y libera su bankai llamado Kokujō Tengen Myō'ō. Zaraki ríe exultante y ambos se disponen a atacar cuando ven que la Doble Hoja es liberada. Komamura interrumpe la batalla entonces al comprobar que Yamamoto se dispone a luchar y se va rápidamente, deshaciendo su bankai y dejando a Zaraki solo.
Después de que sea revelada la conspiración de Sōsuke Aizen y este trate de extraer el Hōgyoku de Rukia Kuchiki, mientras le explica a Ichigo los detalles de su plan Komamura aparece como una exhalación y decide usar su bankai, sin embargo Aizen lo derrota fácilmente con un poderoso hechizo de kidō y extraer el hōgyoku. Aunque tanto ryoka como shinigami se unen para detener a Aizen, este logra huir gracias a la Negación de los Menos Grande, que lo llevan junto a Ichimaru y Tōsen a Hueco Mundo, Komamura rehúsa ayuda y decide hacer reaccionar a Tōsen la próxima vez a toda costa.

### Los Arrancar
El lacónico Capitán permanece en la Sociedad de Almas mientras Ichigo Kurosaki, sus amigos y el grupo de avanzada encabezado por el Capitán Tōshirō Hitsugaya libran diversas batallas contra los Arrancar del ejército de Sōsuke Aizen. Finalmente con la desaparición de Inoue Orihime en el Dangai, el Comandante Yamamoto acuartela a todos los shinigamis de Karakura para proteger el Seireitei.

### Hueco Mundo
Después de que Ichigo Kurosaki, Renji Abarai, Uryū Ishida, Rukia Kuchiki y Yasutora Sado desobedecieran las órdenes del Comandante y fueran sin permiso a Hueco Mundo, cuatro Capitanes (Byakuya Kuchiki, Zaraki Kenpachi, Retsu Unohana y Mayuri Kurotsuchi) son enviados tras ellos gracias a la estabilización dos meses antes de tiempo de la Garganta por parte de Kisuke Urahara, allí derrotan a varios Espada y rescatan a los compañeros del shinigami sustituto.
Posteriormente cuando Sōsuke Aizen encierra a los cuatro Capitanes y a sus aliados en Hueco Mundo cerrando sus Gargantas y se dirige a destruir Karakura, se revela que el Comandante Shigekuni Yamamoto-Genryūsai dio la orden a Kisuke Urahara y a los miembros de la División Doce de trasladar el pueblo de Karakura a un área alejada del Rukongai y poner a todos sus habitantes a dormir usando la Tenkaikezzu para así esperar al shinigami con todos los Capitanes restantes en una réplica deshabitada de la ciudad, entre los cuales está Komamura. Aizen se da cuenta de esto y convoca a sus tres Espada más poderosos Stark, Halibel y Barragán junto a sus Fracciones para librar la batalla por la Ōken.

### La Batalla por Karakura
Los Capitanes planean concentrarse en Sōsuke Aizen una vez hayan acabado con los Espada, para ello Shigekuni Yamamoto-Genryūsai libera su shikai y utiliza su técnica Jōkakū Enjō para aislar a Aizen, Gin Ichimaru y Kaname Tōsen. A pesar de esto Aizen confía en la victoria de sus Espada. En lugar de Aizen, el anciano Barragan Luisenbarn toma el control de las fuerzas y lanza un ataque sobre cada uno de los pilares que sustentan la falsa Karakura, no obstante el Comandante Yamamoto ya ha enviado allí a Shūhei Hisagi, Madarame Ikkaku, Yumichika Ayasegawa e Izuru Kira.
A pesar de las victorias de sus compañeros, Ikkaku Madarame es derrotado y su pilar destruido por el enorme Pō. Komamura aparece para salvarlo y detener la transferencia con Tetsuzaemon Iba, sin embargo el Arrancar envía lejos con un potente puñetazo al Capitán y libera su Zanpakutō (Calderón). Sin embargo Komamura regresa y logra salvar a Iba y a Ikkaku lanzando al Arrancar por los aires, finalmente el capitán libera su bankai (Kokujō Tengen Myō'ō) y acaba de un solo golpe con su adversario. Tras esto el capitán protege a Izuru Kira mientras cura a los tenientes heridos y el resto de capitanes libran la batalla con los Espada.
Tras la llegada de los Vizard y al ver como estos derrotaron a los gillians se percata de que Shinji decidió atacar a Aizen pero fue intervenido por Tousen decidiendo así ir a luchar contra él, luego de un breve diálogo y un cruce de sus Zanpakutou llega Hisagi quien le pide a Sajin Komamura que le deje luchar a su lado contra Tousen. Tousen, luego de un intercambio de palabras con Hisagi, le dice que ahora usará todo su poder, a lo que Komamura le pregunta si va a usar su Bankai y se dispone a liberar el suyo, pero Tousen se burla y dice que no va a usar su Bankai, sino el divino poder que le ha otorgado Aizen y se lleva su mano a la cara, Komamura se horroriza y se pregunta como puede Tousen llamar a semejante poder una bendición. Así pues, Tousen se coloca su máscara Vizard y ataca a Komamura y este libera su Bankai, Tousen logra herir a Kokujō Tengen Myō'ō en un brazo, daño que también recibe Komamura, pero es alcanzado por un golpe del bankai destrozándole el brazo por completo. Poco después se une con los restantes Capitanes y Vizard para evitar que Kurosaki Ichigo caiga bajo los efectos del shikai de Aizen, Komamura ataca a Aizen con su bankai y este corta prácticamente a la mitad el bankai de Komamura causándole serias heridas, en la actualidad no se sabe nada acerca de su estado aunque se presume que este vivo.

### Saga de la Guerra Sangrienta de los Mil Años
En el actual arco argumental de la serie (Saga de la Guerra Sangrienta de los Mil Áños), Sajin Komamura se mantiene prácticamente igual en apariencia, habiendo personalizado un poco su haori de capitán con unas hombreras de color granate. 
Durante esta saga, la desconocida organización Vandenreich, compuesta por Quincys que sobrevivieron a su exterminio masivo hace un milenio, ataca la Sociedad de Almas con intenciones de conquista. Su líder, Juha Bach, consigue asesinar al Comandante Shigekuni Yamamoto, y utiliza a sus acólitos, los Stern Ritter, para enfrentar a varios capitanes shinigami y robar sus bankais por medio de un medallón con forma de cruz quincy. A Komamura le toca luchar con una Stern Ritter llamada Bambietta Basterbine, la cual consigue robar su bankai, pero ni aun así el capitán se da por vencido, exhortando a los demás shinigamis a proseguir la lucha, antes de que los Stern Ritter se retiren por orden de su líder. Los Stern Ritter se retiran habiendo conseguido robar las bankais de varios capitantes (Byakuya Kuchiki, Sajin Komamura, Soi Fong y Toshiro Hitsugaya).
Después de estos hechos, los capitanes shinigami supervivientes (todos menos Yamamoto, que fue asesinado, y Byakuya Kuchiki, que fue derrotado y casi muerto por el Stern Ritter Äs Nodt) se reúnen y deciden reparar los destrozos que la invasión del Vandenreich ha provocado, así como proclamar a Shunsui Kyoraku como nuevo capitán de la 1ª División y Comandante en jefe. Komamura interviene en las deliberaciones para calmar a Soi Fong. 
A continuación, mientras los demás capitanes entrenan y se preparan con vistas al próximo enfrentamiento con el Vandenreich, se ve a Komamura dentro de una profunda cueva excavada en la montaña del Seireitei hablando con un lobo de impresionantes dimensiones, que empequeñecen incluso al capitán. La conversación sube de tono, y todo hace pensar que Komamura va a enfrentarse al lobo, que se llama Oojiji y es el ancestro de su familia.

## Poderes
Komamura como todo shinigami tiene el poder de purificar a los Hollow si les hiere con un corte profundo en la máscara con su Zanpakutō y de transportar los pluses a la Sociedad de Almas mediante el Funeral del Alma.
Como Capitán, tiene una de las 13 fuerzas espirituales más grandes de la Sociedad de Almas, también es capaz de localizarlas con eficiencia.
Se mueve a grandes velocidades con el paso instantáneo o shunpō.
No se le ha visto usar artes kidō aunque no se descarta que pueda usarlas.
Lo que más destaca del Capitán es su enorme potencia física, capaz de descargar poderosos golpes con sus extremidades o su espada. Incluso fue capaz de levantar al enorme Pō y lanzarlo por los aires en su forma liberada. En combate muestra una personalidad agresiva y beligerante, en la que ataca sin piedad a su enemigo y sin temor alguno.
Asimismo el Capitán también posee una resistencia física más que sobrehumana y demostrada en más de una ocasión. Cuando Aizen le derrotó con un hechizo kidō de nivel noventa a bocajarro, fue capaz de levantarse a los pocos minutos y rehusó cualquier tratamiento médico. También fue capaz de continuar luchando como si nada después de que Kaname Tōsen le destrozara el pecho y dañara severamente sus órganos internos. Incluso después de que Aizen le cortara la mano izquierda, aunque gritó de dolor, ignoró la herida y contraatacó inmediatamente.

## Zanpakutō
La espada de Komamura en su estado sellado es una katana normal y corriente con una guarda en forma de reloj de arena, aunque difiere en que es de un tamaño mayor al del resto de shinigamis.

### Shikai:Tenken
El nombre de su Zanpakutō es Tenken (天譴, Castigo del cielo), el comando para su activación es Ruge (轟け, Todoroke). Tenken crea partes del cuerpo de un gigante metálico que imitan los movimientos de Komamura, que suelen ser puñetazos o golpes de espada. Por ejemplo, si Komamura lanza un puñetazo, un brazo gigantesco metálico aparece de la nada y realiza el mismo ataque, resultando en una Zanpakutō realmente desctructiva.

### Bankai:Kokujō Tengen Myō'ō
El nombre de su bankai es Kokujō Tengen Myō'ō (黒縄天譴明王, Vidyaraja del castigo divino de Kalasutra) invoca al gigante de acero entero, el cual está armado con una enorme espada. Al igual que en su shikai, este gigante imita todos los movimientos de Komamura y no solo posee una gran fuerza sino también una velocidad destacable al dar sus golpes. Asimismo, su potencia destructiva es muy superior al de su liberación inicial, cosa que se demostró cuando destrozó por completo el brazo de Tousen en estado de Vizard de un solo golpe. Komamura también puede dirigir su bankai sin necesidad de realizar él mismo los movimientos, como demuestra al derrotar a Pō.
Sin embargo, su bankai es un arma de doble filo, ya que cualquier daño que reciba el gigante es reflejado también en Komamura. Debido a la enorme potencia destructiva del gigante, Tousen hizo notar que está diseñado para acabar con el enemigo rápidamente, en un solo ataque si es posible, y por eso Komamura nunca tuvo muy en cuenta esta crítica debilidad.
Un aspecto reseñable acerca de esta Bankai es que el gigante opera de un modo autónomo, sin necesidad de que Komamura lo guíe. Esto ayuda bastante como elemento sorpresa.
La zampakuto de Komamura también presenta una característica que ninguna otra ha demostrado hasta ahora, y es su capacidad de regeneración después de haber sido destruida. Según palabras de Mayuri Kurotsuchi, una bankai no vuelve a ser la misma después de haber sido destruida (cita los ejemplos de Ryumon Hozukimaru, de Ikkaku Madarame, y de Hihio Zabimaru, perteneciente a Renji Abarai, las cuales han perdido bastante poder después de haber sido destruidas varias veces en combates pasados). Kokujo Tengen Myo'o no ha perdido poder, representando la única excepción conocida hasta ahora.
El Bankai también cuenta con una sorprendente habilidad llamada Dangai Jōe (断鎧縄衣 Ruptura de la Armadura de las Cuerdas?): En este estado, la armadura del samurái se pierde dejando a la vista su cuerpo y su rostro, tomando así un aspecto más demoníaco y agresivo. Hasta el momento se desconoce si en este estado posee alguna otra habilidad.

## Curiosidades
- En la Guía Ilustrada Golden de los Shinigami, un omake al final de cada capítulo de Bleach, se ha visto como Komamura contemplaba la posibilidad de ir al mundo humano como refuerzo en la batalla contra los Arrancar en la que sugería adoptar un gigai de perro.
- Tite Kubo ha mencionado que le gusta dibujar a personajes corpulentos y extraños como Komamura (haciendo referencia a su aspecto de canino).
- En el Dattabook Bleach Official Bootleg se menciona que adora la carne y odia las zanahorias ya que su padre le dijo tiempo atrás que no era comida para ellos. Su hobby es cuidar perros y su habilidad es la de comunicarse con los animales.
- Debido a su naturaleza canina, adora a los perros y debido a su capacidad de comunicarse con los animales, ha adoptado a un perro llamado Gorō.
- En una Guía Ilustrada Golden de los Shinigami Ichigo le enseñó un programa de perros que a él se le hizo ridículo pero a Komamura le encanto.
- En otro Guía Ilustrada Golden de los Shinigami Hisagi que acaba de volver del mundo humano le dice que le tiene un regalo, ya que tantos problemas tiene con su pelo, y es...una rasqueta para perros y Hisagi piensa en los buenos lugares que orihime conoce.
- En un capítulo un Franken Ichigo busca la manera de despertarse de su pesadilla buscando un cristal de nieve, cuando lo consigue la súcubo de sueños Rukia le revela que no es su sueño, cuando lo toca con el tridente se transforma en una bestia siendo la pesadilla de Komamura, despertando asustado de su propia cara.

- Datos: Q3945152
- Multimedia: Sajin Komamura / Q3945152